# Confrérie orthodoxe de travail de l'Exaltation-de-la-Croix
La confrérie orthodoxe de travail de l'Exaltation-de-la-Croix (Крестовоздвиженское православное трудовое братство) est une communauté orthodoxe russe de travail, fondée à la fin du XIXe siècle par Nikolaï Nepliouïev dans le gouvernement de Tchernigov.
La règle de la confrérie, approuvée par l'empereur Alexandre III en 1893, fixe ses principaux objectifs : l'éducation chrétienne des enfants et l'amélioration religieuse et morale des adultes par la vie dans une communauté chrétienne. La confrérie a le droit unique, inscrit dans sa règle, de choisir un prêtre pour l'église de la communauté, et son approbation dépend du patron officiel de la confrérie, l'évêque de Tchernigov et Nijyne. Dans le même temps, la position de Nepliouïev, qui n'était pas seulement le fondateur et le chef de la confrérie, mais aussi son véritable mentor spirituel, est toujours restée très spéciale.

## Histoire
Nepliouïev ouvre en 1885 une école élémentaire agricole pour garçons placée sous le vocable de l'Exaltation de la Croix, dans laquelle un système spécial d'éducation s'est progressivement développé, basé sur les principes évangéliques.
En 1889, trois (sur six) diplômés de la première promotion de l'école: Andreï Fourseï, Fiodor Tchvertka et Ilia Kobets décident de ne pas se séparer de leur mentor; après un an de travail comme instituteurs, ils forment une fraternité de travailleurs agricoles. Pour cela, Nepliouïev met à leur disposition 255 déciatines de terre, le khoutor (ferme) de la Nativité, où ils construisent une maison. C'est ainsi que naît la communauté d'origine de la confrérie. Elle reçoit sa personnalité juridique le 16 septembre 1894, et la consécration de la petite église de la communauté a lieu le 22 juillet 1895: Nepliouïev est lui-même béni par l'icône de saint Alexis tenue par le métropolite de Saint-Pétersbourg, Pallade (Raïev).
Les promotions de l'école augmentent en nombre d'année en année: en 1890, il y a 9 jeunes gens, en 1897, ils sont 65.
La confrérie de l'Exaltation-de-la-Croix se construit sur trois points principaux :
- orthodoxie traditionnelle : église de la communauté, prêtre, postes, sacrements ;
- économie moderne;
- copropriété du type de la communauté apostolique de Jérusalem, décrite dans les Actes des Apôtres.

La base de la fraternité est constituée de communautés (familles fraternelles), dans lesquelles les frères se regroupent selon le type d'occupation professionnelle. Chaque communauté vit dans une maison séparée, construite par les mains des frères eux-mêmes. La communauté se réunit quotidiennement pour la prière, et prend un repas commun. Une assemblée hebdomadaire les réunit pour discuter des questions pratiques. L'agriculture se développe sur la base des technologies les plus avancées de l'époque avec rotation des cultures de dix champs, en conséquence, les récoltes sont deux fois et demie supérieures à la moyenne de la province de Tchernigov. Une ferme d'élevage est également organisée.
La confrérie est l'objet d'articles dans les journaux et les revues et reçoit beaucoup de visiteurs; mais la réaction de la société russe est ambiguë. Il y a de fervents admirateurs: parmi eux l'évêque de Tchernigov, Serge (Sokolov); et l'évêque de Kalouga, Macaire (Troïtski); les professeurs de séminaire Mikhaïl Tareïev et Vassili Exempliarski; l'archiprêtre Pavel Svetlov; la princesse Eugénie d'Oldenbourg, connue pour son implication dans les œuvres sociales; ainsi que des membres de la communauté catholique, surtout des lazaristes français (comme le R.P. Fernand Portal) et l'abbé Albert Gratieux qui écrit un article dans La Revue catholique des Églises en 1908,. Le fonctionnaire chargé des missions spéciales sous le procureur-en-chef du Saint-Synode, Vassili Skvortsov, témoigne : « C'est une vie chrétienne véritablement orthodoxe. »
Mais il y avait aussi de nombreux détracteurs: la confrérie de l'Exaltation-de-la-Croix est accusée de ne pas être une œuvre d'Église, et Nepliouïev est taxé d'orgueil, qu'il aurait voulu se poser en «correcteur de l'Église ». Parmi les critiques, l'on compte de hauts dignitaires, comme le procureur-en-chef du Saint-Synode, Constantin Pobiédonotsev; le métropolite de Saint-Pétersbourg, Antoine (Vadkovski); l'évêque de Tchernigov, Antoine (Sokolov); le publiciste Mikhaïl Menchikov, et des prêtres en vue.
Dans la confrérie, il y a des discordes ; certains des frères essayent de vivre aux dépens des autres, tandis que d'autres sont accablés par les reproches. Jean de Cronstadt, ayant rencontré Nepliouïev au début de l'année 1900, le réconforte: « Quand on est disciple du Christ, il est impossible de ne pas être persécuté, de ne pas être calomnié, de ne pas être haï pour son nom. Réjouissez-vous de cela. C'est la preuve que vous servez la cause de Dieu et que vous ne vous occupez pas d'affaires humaines ». Au printemps 1900, pendant la semaine de Pâques, le mécontentement de certains des frères s'est transformé en un affrontement ouvert: d'aucuns accusent Nepliouëv d'« autoritarisme », et souffrent d'« un manque de liberté »  et d'une « réglementation excessive de la vie religieuse ». Après cela, quelques frères quittent la communauté,. Plus tard, Nepliouïev écrit dans ses Entretiens sur la confrérie:
« La fraternité entre les personnes ne peut être qu'une œuvre de Dieu ou pas du tout. Cela correspond à la vérité de Dieu et cela est en conflit direct avec le péché humain. Il faut complètement méconnaître à quel point l'humanité est pécheresse pour imaginer qu'elle soit naturellement, instinctivement encline à la fraternité. Au contraire, son état d'humanité pécheresse est naturellement, instinctivement indigné par le fait de la fraternité... En réalité, cette reconnaissance de la cause de la fraternité comme une cause divine, et non comme une cause de notre humanité, intègre la conscience de soi fraternelle. »
Il remarque en 1907: « Nous avons perdu beaucoup de frères et sœurs après cela. Certains à différents moments nous ont quittés eux-mêmes, quelques-uns nous ont été enlevés. Le reste des fidèles a commencé à vivre avec Dieu plus que les premiers, plus que les premiers à aimer consciemment Dieu et à servir sa sainte cause, beaucoup plus que les premiers à placer leurs espoirs non sur eux-mêmes, non sur leur propre esprit et leurs talents, mais sur le Dieu Vivant et les forces remplies de grâce, sortant de Lui.
Depuis ce temps, la croissance spirituelle de la fraternité est devenue vraiment miraculeuse. Dans le court laps de temps de deux ans, beaucoup ont été complètement transformés spirituellement, et la vie au sein de la fraternité a également été complètement transformée. L'unité d'esprit et l'unanimité entre nous ont été restaurées, chacun s'est senti moralement satisfait, et nous avons fait l'expérience de la vérité des paroles du Sauveur du monde : Mon joug est doux et mon fardeau est léger. Tout ce qui était un fardeau est devenu une joie. Tout ce qui était formalité inutile est devenu la vérité de notre cher sanctuaire »
Afin de résoudre la question de l'indépendance économique des familles fraternelles, Nikolaï Neplioueïv transfère la majeure partie de son domaine à la confrérie: la donation est formalisée le 29 décembre 1901, représentant 16 435 déciatines de terres avec une forêt, des constructions et des fabriques, de 5 313 déciatines, ainsi qu'une distillerie qui est attribuée à la confrérie. En outre, la confrérie a l'obligation d'entretenir l'école, l'église et le dispensaire. Il transfère aussi une dette à la banque, avec paiements annuels de 28 220 roubles. L'ensemble représente l'immense fortune de 1 757 407 roubles.
Parmi les membres de la confrérie, il y a des membres de la famille de Nepliouïev: ses sœurs Marie Nikolaïevna Oumanets (1853-1930) et Olga Nikolaïevna Nepliouïeva, leur mère Alexandra Nikolaïevna (1827-1917), née baronne von Schlippenbach. Le nombre des membres atteint 195 personnes en 1905 et 291 en 1907.
Les évenements révolutionnaires de 1905-1907 persuadent Nepliouïev de la nécessité de fonder des confréries dans toute la Russie, par quoi il entend un réseau de communautés chrétiennes paysannes ou ouvrières dans toute la Russie. Cependant des tentatives d'en fonder à Kiev en 1906 et à Saint-Pétersbourg en 1907 s'avèrent un échec.
Après la mort de Nepliouïev en 1908, la confrérie de l'Exaltation-de-la-Croix ne cesse pas d'exister; elle renforce même sa situation économique et le nombre de ses membres. À l'exposition panrusse agricole de 1911, elle reçoit une grande médaille d'or. Selon l'historien de Tchernigov, V.V. Tkatchenko, la confrérie en 1912 possède 20 000 déciatines de forêts dans le gouvernement de Perm, où elle a ouvert une filiale et une fabrique de transformation du bois.
Au début de la Première Guerre mondiale, 77 frères sont appelés au front et l'on installe un hôpîtal militaire dans la confrérie sous l'égide de la Croix Rouge. Des représentants de la confrérie participent au synode russe de 1917-1918.
Après la Révolution de 1917, la confrérie tente de vivre selon les nouvelles conditions. En 1919, elle prend le nouveau nom de « 1re Commune soviétique d'Ukraine », parvenant tant bien que mal à préserver le système économique et chrétien interne.
Le journaliste M. Grandov, qui visite la « commune » à l'automne 1922, note l'excellence de leur culture agricole. En 1923, la commune est transformée en « artel agricole de la Révolution d'Octobre », qui ne comprend pas, en tant qu'anciennes propriétaires terriennes, les sœurs Nepliouïeva, Marie et Olga ; l'artel compte alors 530 membres et possède 1 748 hectares de terres socialisées.
En 1925, quelques membres appartenant à l'assemblée de l'ancienne confrérie sont condamnés d'un an à dix ans de prison et de confiscation de leurs biens sous l'accusation de fomenter des actions contrerévolutionnaires et de crimes économiques. En outre les membres du nom de Tsvelodoub, Klioutchko et Bourdoukalo sont condamnés à être fusillés, mais, « considérant le renforcement du pouvoir soviétique, leur peine est commuée en dix ans d'emprisonnement sous régime strict d'isolement et de confiscation des biens »; Petroukov est condamné à huit ans de prison, Bessmertny à cinq ans; Ovtcharenko et Pavlov à deux ans d'emprisonnement et le recteur de l'église, Alexandre Sekoundov, à un an d'exil (il est fusillé à la fin de 1937 ou début 1938). En novembre de la même année, 75 personnes sont expulsées, et cette fois-ci les membres de leur famille sont également condamnés, comme les sœurs Nepliouïev et les membres de l'assemblée. La collectivisation dans la République socialiste soviétique d'Ukraine commence en 1929 et la confrérie est supprimée et ses membres dispersés, la plupart fuyant dans les quatre coins de l'URSS.
Un certain nombre d'anciens élèves de la confrérie sont entrés dans l'histoire de la culture et de la science russe, comme le compositeur Pavel Senitsa, l'historien Pavel Fedorenko, l'hybridateur Semion Tchernenko, le peintre Nikolaî Fourseï, l'agronome Piotr Terletski, l'avionneur Bondarenko, la vulcanologue Sofia Naboko, etc.